# Chamberet
Chamberet is een gemeente in het Franse departement Corrèze (regio Nouvelle-Aquitaine). De plaats maakt deel uit van het arrondissement Tulle. Chamberet telde op 1 januari 2022 1.422 inwoners.

## Geografie
De oppervlakte van Chamberet bedroeg op 1 januari 2022 69,85 vierkante kilometer; de bevolkingsdichtheid was toen 20,4 inwoners per km².
De onderstaande kaart toont de ligging van Chamberet met de belangrijkste infrastructuur en aangrenzende gemeenten.

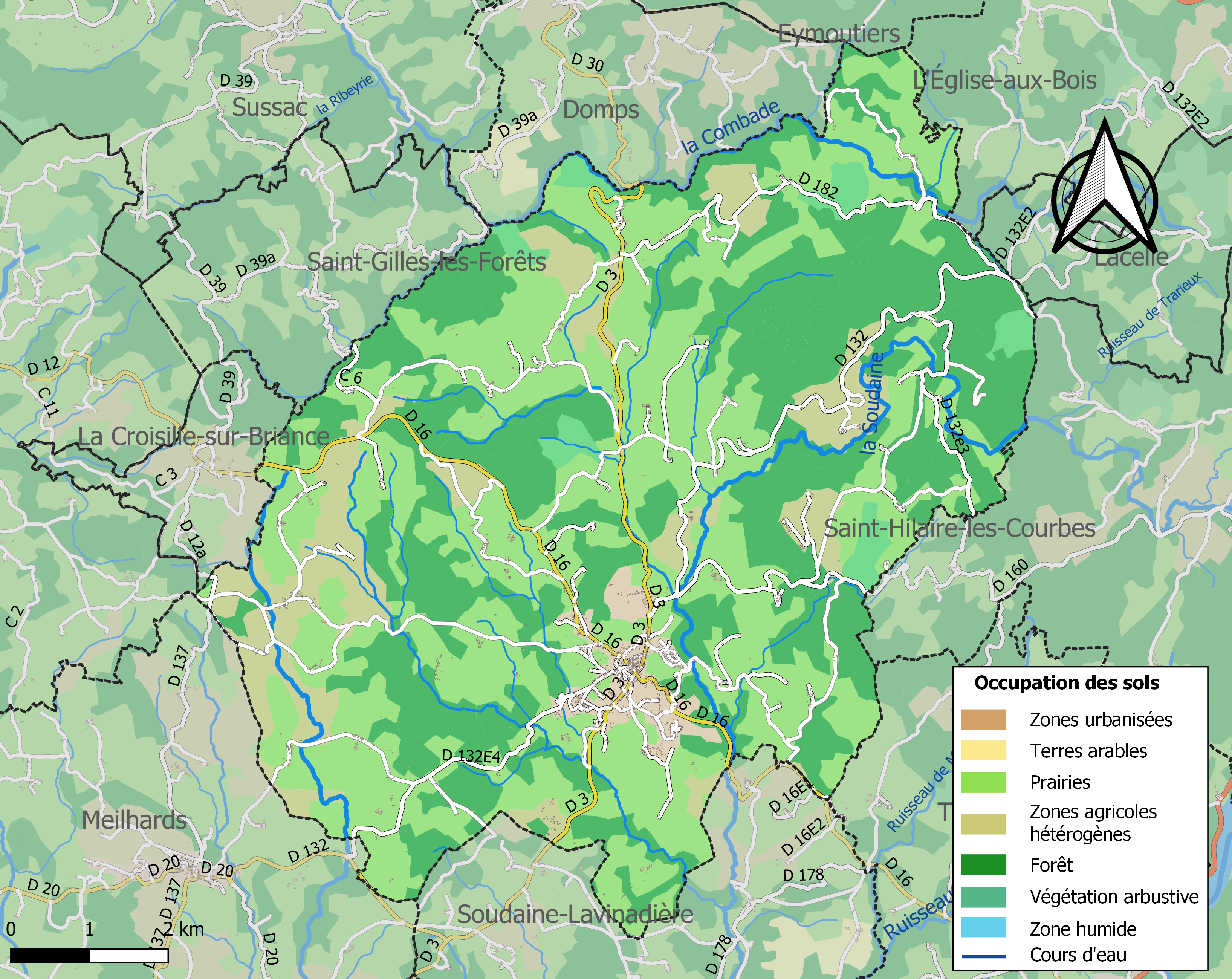

## Demografie
Onderstaande figuur toont het verloop van het inwonertal (bron: INSEE-tellingen).